# Zapala
Zapala é uma cidade da Argentina, localizada na província de Neuquén.